# Secunia
Secunia — данська компанія, що спеціалізується на комп'ютерній та мережевій безпеці. Найбільш відома власними тестами на наявність уразливостей, які пройшли більше 12400 програмних продуктів та операційних систем.
Число «неусунутих» уразливостей (unpatched vulnerabilities), яке надає компанія — популярний показник для порівняння якості програмних продуктів у плані безпеки їх використання.
Secunia також відслідковує активність комп'ютерних вірусів. Компанія стала широковідомою і знаменитою після виявлення глобальних уразливостей, пов'язаних із Zero day attack в Internet Explorer та інших загально використовуваних програмах. .